# اکونکویجا
اکونکویجا (به اسپانیایی: Aconquija) در آرژانتین است که در catamarca province واقع شده‌است.